# Џон Бишоп
Џон Маркус Бишоп (енгл. John Marcus Bishop; Евертон, 30. новембар 1966) је британски глумац, комичар и бивши полупрофесионални фудбалер. Бишоп је најпознатији по улози Дена Луиса у научно-фантастичној серији Доктор Ху.